# Víctor Rosselló Nadal
Víctor Rosselló Nadal (Reus, 28 de setembre de 1844 - 12 de juliol de 1914) va ser un escriptor i traductor català.
Emparentat amb el que després va ser alcalde de Reus Víctor Josep Rosselló, de molt jove va publicar articles a la premsa reusenca, sobretot al Diario de Reus, on es reflectia la seva ideologia conservadora. Va viatjar a Amèrica del Sud, i al tornar va publicar Del Perú á Europa: relación de un viaje el 1865, i als diaris locals uns «Párrafos y apuntes entresacados de una relación de viaje de Barcelona a Lima» el 1866. Quan va esclatar la Revolució de Setembre, va marxar cap a Barcelona amb la seva família, on es va dedicar a escriure i va treballar a diverses llibreries religioses, entre altres la dels hereus de Pau Riera, que li van imprimir algunes de les seves obres. Cap al 1883 va morir una de les seves filles i, afligit, va deixar d'escriure. Havia traduït diverses obres del francès i de l'anglès.

## Obres
- La Caída de Adan poema. Barcelona: Imprenta y librería Religiosa y Científica, 1873.
- Cantos líricos: La muerte del Redentor, Ruina de Jerusalén, Castigo y dispersión de los judíos. Barcelona: Imprenta de Verdaguer y Compañía, 1872.
- Cuadro de la vida de Napoleón I. Barcelona: Imp. de Federico Martí y Cantó, 1874.
- Del Perú á Europa: relación de un viaje. Barcelona: Imprenta del heredero de Pablo Riera, 1865. 363 p.
- El Expósito del Ródano: gran novela. Barcelona: Nueva Biblioteca Hispana Americana, 1872.
- Fortuny: apuntes biográficos. Barcelona: Imprenta y librería Religiosa y Científica del heredero de Pablo Riera, 1875.
- La Huérfana de Ribas. Barcelona. Imprenta de Manuel Miró y D. Marsá, 1871.
- El Solitario de la Cartuja. Madrid: Imprenta de la Regeneración, 1867.

## Traduccions
- Torné-Chavigny, Henri. Lo que será: profecías del gran profeta Nostradamus; traducido del francés por Víctor Rosselló. Barcelona: Imprenta y librería Religiosa y Científica del heredero de Pablo Riera, 1877.
- Wisseman, Nicholas Patrick. Fabiola o La iglesia de las catacumbas; traducida directamente de la última edición inglesa por Víctor Rosselló. Barcelona: Imp. de Manuel Miró y D. Marsá, 1870.[1]